# Papegojalka
Papegojalka (Aethia psittacula) är en liten havsfågel i familjen alkor som lever i norra Stilla havet. I december 1860 hittades sensationellt en papegojalka utmed Vätterns strand i Jönköping, det enda fyndet i Sverige och hela Europa till dags dato. Arten tros minska i antal till följd av födobrist, men beståndet anses ändå vara livskraftigt.

## Utseende och läten

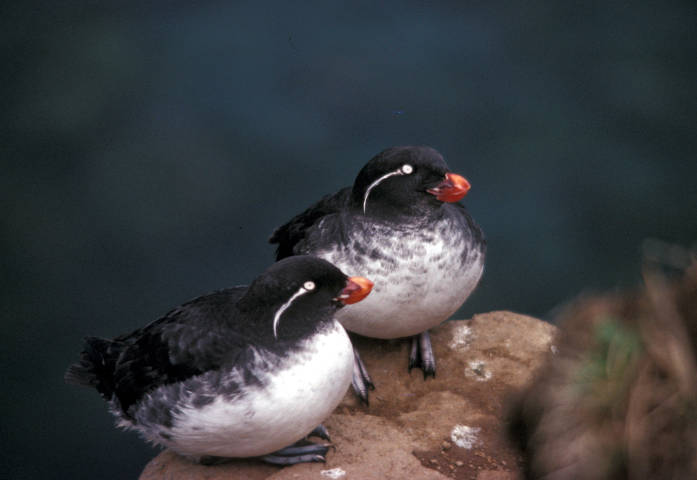
Papegojalka i Alaska Maritime Wildlife Refuge.

Papegojalkan är en liten alka som mäter cirka 23 cm på längden. Den har en kort och hög, rundad orange näbb som är lite uppåtböjd vilket ger fågeln ett leende uttryck. Dess huvud, rygg, stjärt och ovansida av vingarna är svarta och undersidan är vit. De adulta fåglarna har en vit nedåtböjd liten fjäder som sitter precis bakom ögat. Vinterdräkten skiljer sig bara till viss del från sommardräkten.
Papegojalkan är mycket högljudd vid sina häckningsplatser. Så fort den anlänt börjar den locka, och när par bildats fortsätter de i en form av duetter. De ger ifrån sig en serie rytmiska, hesa lockrop tillsammans med dallrande skrin.

## Utbredning och systematik
Papegojalka häckar i norra Stilla havet och Berings hav. Vintertid övervintrar den så långt söderut som Japan och södra Kalifornien. Den behandlas som monotypisk, det vill säga att den inte delas in i några underarter. Tidigare kategoriserades den som ensam art inom släktet Cyclorrhynchus men senare morfologiska och genetiska data har gjort att den placeras i släktet Aethia.

### Förekomst i Sverige
Papegojalkan har påträffats i Europa vid ett enda tillfälle, då i Sverige. Helt sensationellt hittades en fågel i mitten av december 1860 vid Vättern i Jönköping, Småland.

## Ekologi
Papegojalkan häckar på klippor, branter och bland klippblock på öar i de yttre kustbanden. Den har en varierande föda under året. Under häckningsperioden äter den mest planktonliknande kräftdjur som lysräkor, hoppkräftor, märlkräftor och tångloppor. I vissa områden lever den även av maneter. Den hämtar oftast sin föda långt från sina häckningskolonier och kan dyka till 30 meters djup. 

### Häckning
Häckningen börjar i april och maj i kolonier som ofta även omfattar andra arter av alkor. Honan lägger ett ägg som ruvas i över en månad. Efter att ungen kläckts matas den fyra gånger om dagen under cirka 35 dygn. Ungen lämnar sedan boet och flyger ensam ut till havs.

## Papegojalka och människan

### Status och hot
Papejojalka är en talrik art med en världspopulation som uppskattas bestå av 1,4 miljoner vuxna individer. Den tros dock minska i antal till följd av födobrist orsakat av klimatförändringar. Övriga hot mot arten är oljespill och introducerade rovdjur. Internationella naturvårdsunionen IUCN kategoriserar ännu som livskraftig.

### Namn
Ett äldre svenskt namn på papegojalka är starik, men det syftar istället på kragalkan (Synthliboramphus antiquus).